# Saint-Erblon (Ille-et-Vilaine)
Saint-Erblon is een gemeente in het Franse departement Ille-et-Vilaine (regio Bretagne). De plaats maakt deel uit van het arrondissement Rennes. Saint-Erblon telde op 1 januari 2022 3.615 inwoners.

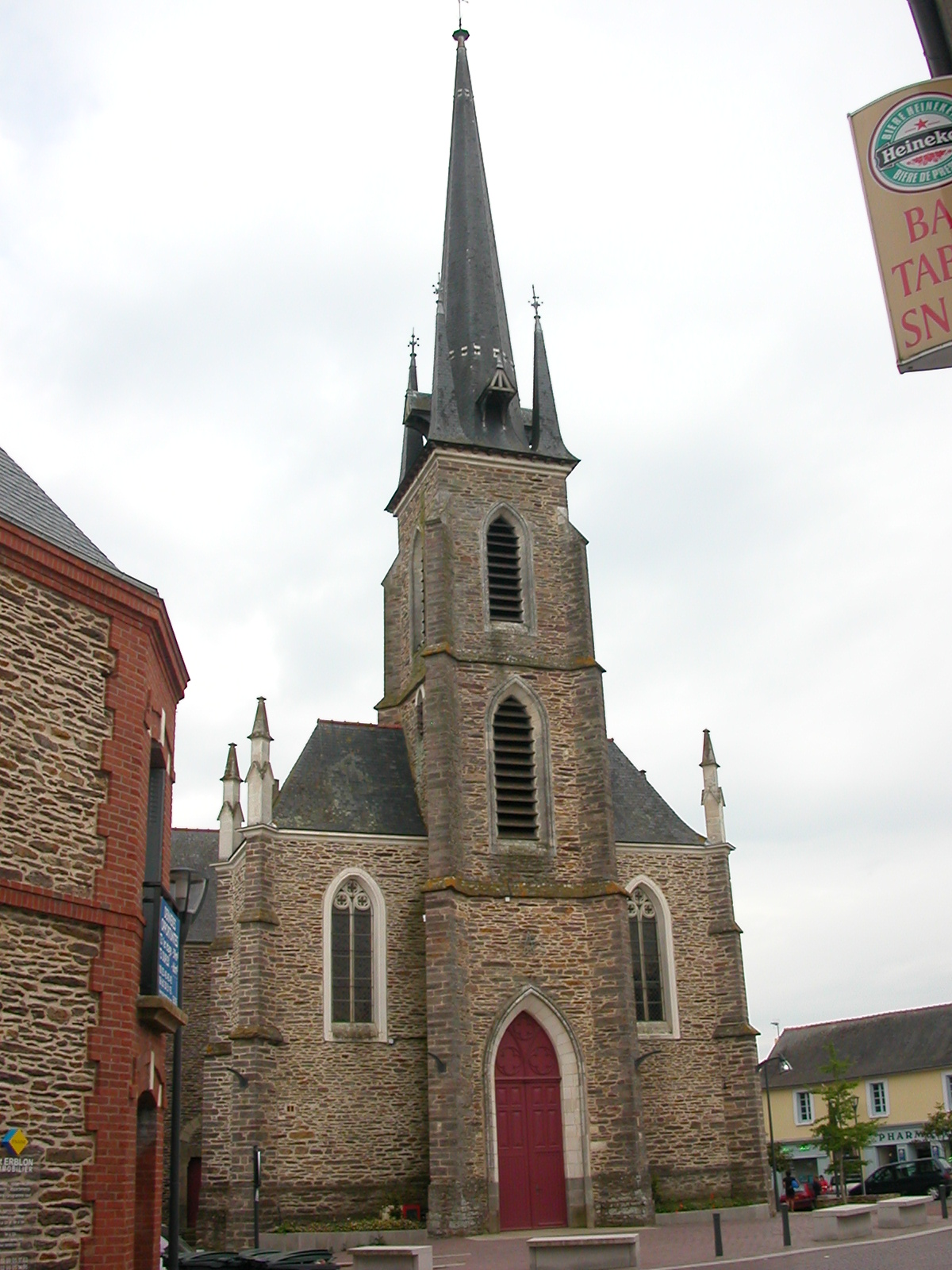
Kerk
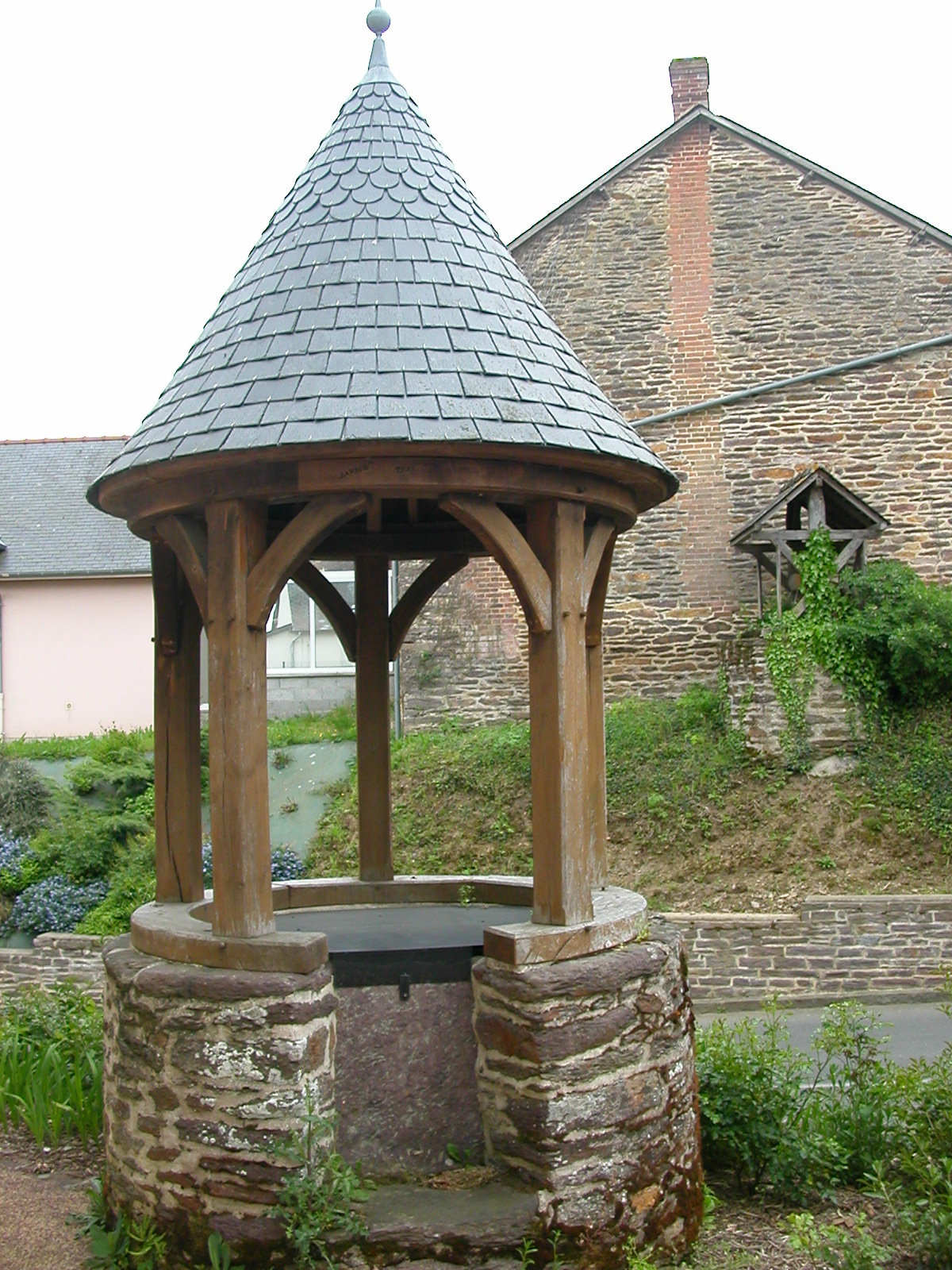
put
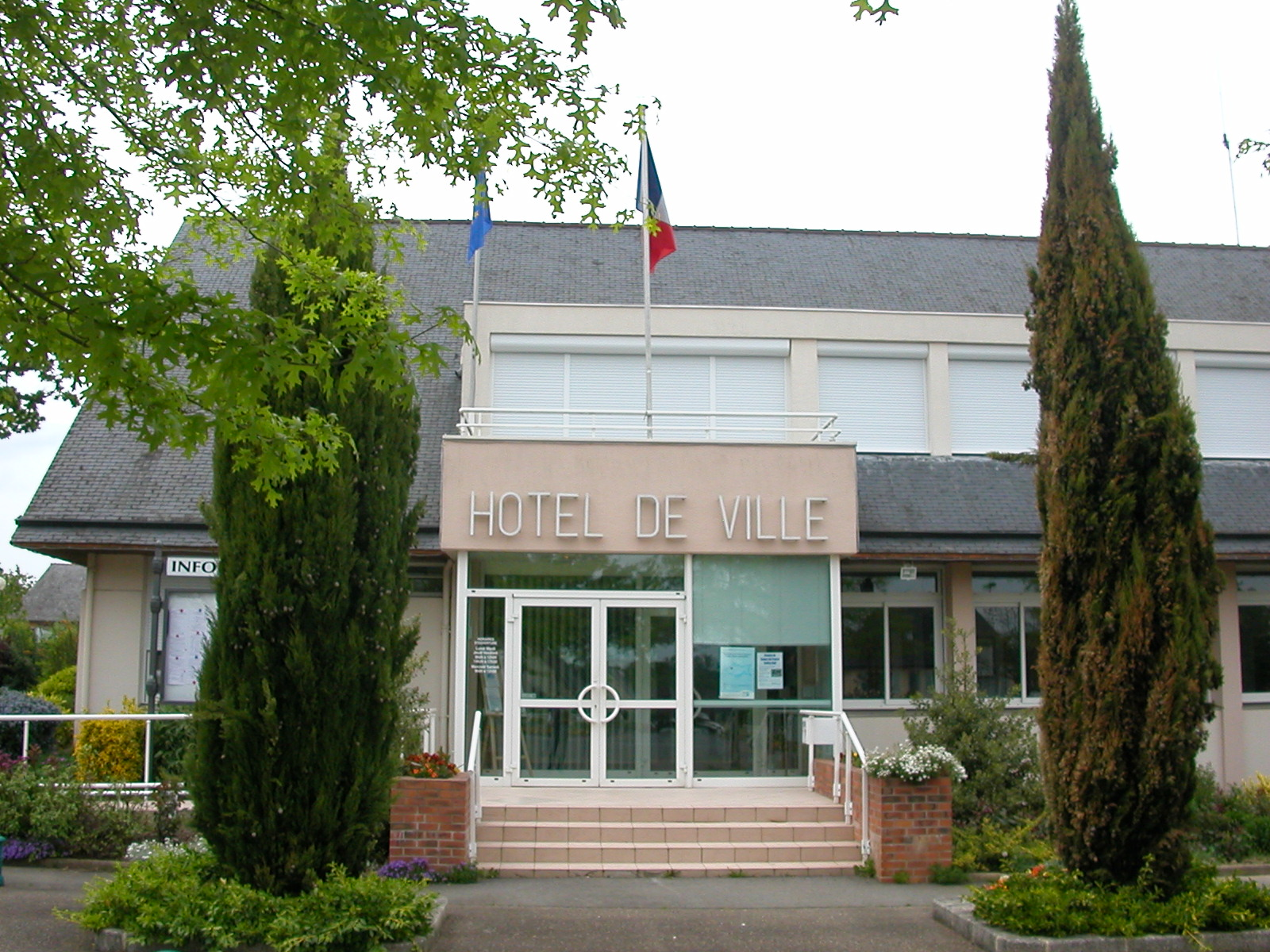
Gemeentehuis

## Geografie
De oppervlakte van Saint-Erblon bedroeg op 1 januari 2022 10,93 vierkante kilometer; de bevolkingsdichtheid was toen 330,7 inwoners per km².

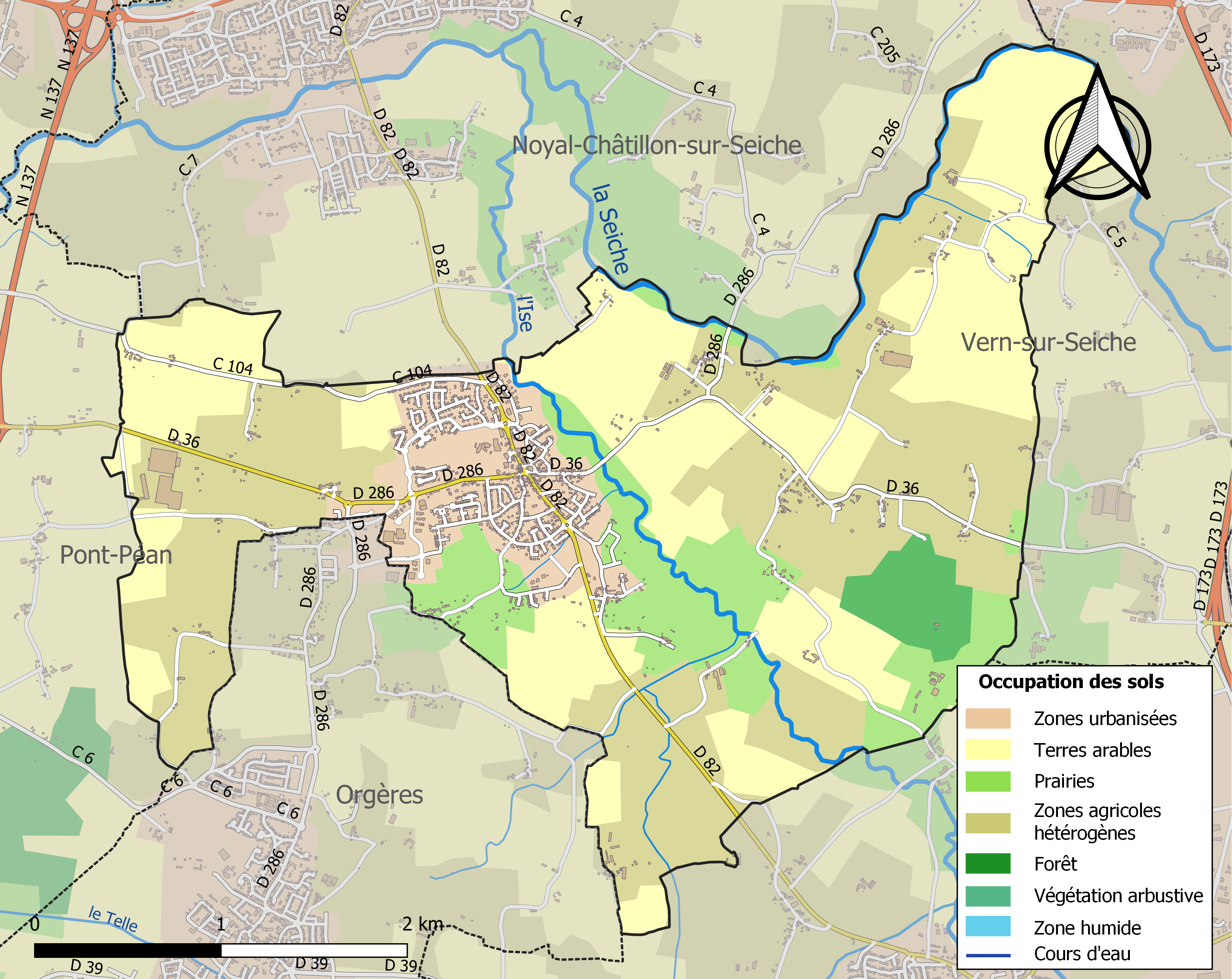
Kaart van de gemeente met belangrijkste infrastructuur, bodemgebruik en omliggende gemeenten

## Demografie
Onderstaande figuur toont het verloop van het inwonertal (bron: INSEE-tellingen).